# Margaret Stride
Margaret Stride (geb. McGowan; * 21. Dezember 1954 in Simcoe, Ontario) ist eine ehemalige kanadische Sprinterin.
Bei den British Commonwealth Games 1974 in Christchurch schied sie über 200 m im Vorlauf aus und gewann Bronze in der 4-mal-400-Meter-Staffel.
1975 wurde sie bei den Panamerikanischen Spielen in Mexiko-Stadt Sechste über 400 m und siegte mit der kanadischen 4-mal-400-Meter-Stafette.
Bei den Olympischen Spielen 1976 in Montreal erreichte sie über 400 m das Viertelfinale und wurde mit der kanadischen 4-mal-400-Meter-Stafette Achte.
1978 schied sie bei den Commonwealth Games in Edmonton über 400 m im Halbfinale aus und holte mit der kanadischen 4-mal-400-Meter-Stafette erneut Bronze.

## Persönliche Bestzeiten
- 200 m: 23,73 s, 25. Juni 1977, Den Haag
- 400 m: 52,8 s, 24. August 1975, Greater Sudbury